# 테르마스데리오온도

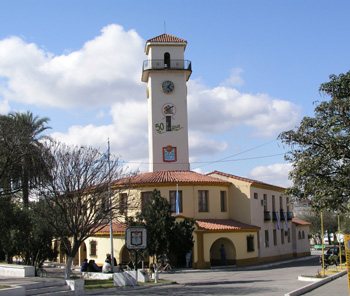
테르마스데리오온도 시청

테르마스데리오온도(스페인어: Termas de Río Hondo)는 아르헨티나 산티아고델에스테로주에 위치한 도시로 높이는 265m, 인구는 27,838명(2001년 기준)이다. 산티아고델에스테로 주의 주도인 산티아고델에스테로에서 북쪽으로 65km 정도 떨어진 곳에 위치한다.